# Mistrzostwa Polski w Judo 1992
36. edycja Mistrzostw Polski w judo odbyła się w dniach 10 - 12 kwietnia 1992 roku w Gdańsku.

## Medaliści 36 mistrzostw Polski

### Kobiety
| Konkurencja: | Złoto:                                  | Srebro:               | Brąz:                               |
| 48 kg        | Małgorzata Roszkowska Gwardia Białystok | Karolina Syrek        | Aneta Łoś Żaneta Ludwicka           |
| 52 kg        | Joanna Urbańska                         | Małgorzata Żelek      | Joanna Majdan Ewa Końska            |
| 56 kg        | Maria Gontowicz-Szalas                  | Magdalena Morowska    | Aneta Arak Anita Kubica             |
| 61 kg        | Irena Tokarz                            | Bogusława Olechnowicz | Monika Smoleń Aneta Szczepańska     |
| 66 kg        | Jolanta Adamczyk                        | Jolanta Lewczuk       | Iwona Stefaniuk Monika Świątkiewicz |
| 72 kg        | Katarzyna Jaszczuk                      | Krystyna Grocholska   | Dorota Kosidło Joanna Korbus        |
| +72 kg       | Beata Maksymow                          | Renata Szal           | Beata Walczak Iwona Rubach          |
| open         | Beata Maksymow                          | Renata Szal           | Marta Kołodziejczyk Iwona Stefaniuk |

### Mężczyźni
| Konkurencja: | Złoto:            | Srebro:            | Brąz:                              |
| 60 kg        | Piotr Kamrowski   | Tomasz Wojdan      | Andrzej Jasiński Grzegorz Burda    |
| 65 kg        | Piotr Sadowski    | Radosław Laskowski | Mirosław Błachnio Leszek Strycharz |
| 71 kg        | Zbigniew Kamiński | Krzysztof Wojdan   | Wiesław Błach Marek Krajewski      |
| 78 kg        | Tomasz Błach      | Grzegorz Kotliński | Marek Wróbel Bogdan Bogucki        |
| 86 kg        | Waldemar Legień   | Grzegorz Lech      | Andrzej Pęcikiewicz Daniel Las     |
| 95 kg        | Paweł Nastula     | Mirosław Smaruj    | Zbigniew Bielawski Jacek Beutler   |
| +95 kg       | Rafał Kubacki     | Tomasz Tybuś       | Jacek Gemza Marek Pitula           |
| open         | Paweł Nastula     | Waldemar Legień    | Rafał Kubacki Wojciech Kaczkan     |